# Odyssea paucinervis
Odyssea paucinervis är en gräsart som först beskrevs av Christian Gottfried Daniel Nees von Esenbeck, och fick sitt nu gällande namn av Otto Stapf. Odyssea paucinervis ingår i släktet Odyssea och familjen gräs. Inga underarter finns listade i Catalogue of Life.